# Szabó Piroska (újságíró)
Szabó Piroska (Nagyilonda, 1947. január 16. – Kolozsvár, 2014. június) erdélyi magyar újságíró, szerkesztő.

## Életútja, munkássága
Kolozsváron érettségizett a 3. sz. Líceumban (1964), ugyanitt végezte a Közgazdasági Egyetemet (1969). 1970–78 között a Kisipari Szövetkezeteknél, 1978–89 között a Rokkantak Szövetkezeténél főkönyvelő. 1989–98 között újságíró, a Szabadság politikai rovatvezetője, szerkesztőbizottsági tagja, majd főszerkesztője. 1998–2001 között a kolozsvári Stúdium Kiadó szerkesztő munkatársa.